# 米森
米森是德国石勒苏益格－荷尔斯泰因州的一个市镇。总面积11.46平方公里，总人口953人，其中男性481人，女性472人（2011年12月31日），人口密度83人/平方公里。